# Super Critical
Super Critical è il terzo album discografico in studio del duo musicale inglese The Ting Tings, pubblicato nel 2014.

## Tracce
1. Super Critical – 3:32
2. Daughter – 3:15
3. Do It Again – 3:52
4. Wrong Club – 4:14
5. Wabi Sabi – 3:31
6. Only Love – 3:10
7. Communication – 3:35
8. Green Poison – 3:49
9. Failure – 2:37